# PMP22
PMP22（peripheral myelin protein 22）は末梢神経のインターノード（internode）に主に発現されるミエリン構成タンパク質のひとつであり、4回膜貫通型蛋白質である。有髄神経線維の4つの部位から構成されている。それはランビエ絞輪（Node of Ranvier）、パラノード（Paranode）、ジャクスタパラノード（Juxaparanode）、インターノードである、インターノードはミエリン鞘形成に関与するMPZ（ミエリン蛋白質ゼロ）、PMP22、MBP（ミエリン塩基性蛋白質）が発現しており、これらの蛋白質が髄鞘形成とインターノードの静電容量の低下を担っていると考えられている。PMP22はミエリン構成蛋白質全体の2～5％を占めると考えられており、他のミエリン構成蛋白質と同様にミエリンの形成と維持に関わっていると考えられている。

アミノ酸配列において20％以上同じ場合は相同性があるという。4回膜貫通型蛋白質のうち、クローディン-1とのアミノ酸相同性が20％以上あることから、PMP22はクローディンファミリーに含まれている。しかしタイトジャンクションとの相互作用は明らかになっていない。

## 遺伝子
歴史的にはマウス線維芽細胞株NIH3T3から単離されたgas3と、ラットの神経から単離されたSR13という転写産物が高度の相同性をもち、同じ遺伝子ではないかと考えられた。両者とも末梢神経のミエリンに局在する同一の22kDの分子量の蛋白質をコードしておりPMP22と改名された。
ヒトではPMP22遺伝子は染色体の17p11.2に位置する。6つのエクソンからなる40kbの遺伝子である。この構造はヒトと齧歯類で保存されている。6つのエクソンはエクソン1A、エクソン1B、エクソン2、エクソン3、エクソン4、エクソン5の6つである。エクソン1Aとエクソン1Bで選択的スプライシングが起こり転写産物は1A-PMP22（別名はCD25）と1B-PMP22（別名はSR13）の2種類が知られる。PMP22のコード領域はエクソン2からエクソン5であり、 1A-PMP22と1B-PMP22の違いは3’UTRの配列だけであり翻訳産物は同じである。エクソン2がTM1、エクソン3がECL1、エクソン4がTM2全部とICLとTM3の半分、エクソン5がTM3の半分とECL2とTM4と3‘UTRをコードしている。

## 発現部位
発生過程ではPMP22は胚全体で発現している。成体では主にシュワン細胞に発現しているが、非神経組織の一部では低レベルでmRNAが検出される。たとえば肝臓の胆細管でも発現が確認されている。神経系の中では脳神経核、前角細胞、後根神経節の衛星細胞で発現しているがシュワン細胞よりは発現量は少ない。マウスの坐骨神経は摘出が容易で、大部分がシュワン細胞と考えられている。坐骨神経では1A-PMP22が1B-PMP22の７倍発現しているが、坐骨神経以外では1B-PMP22のみ発現している。PMP22の蛋白質はmRNAと同様の領域に認められると考えられている。PMP22蛋白質は末梢神経の有髄神経では豊富に存在するが中枢神経系では検出が困難なことがある。

## 蛋白質立体構造
膜蛋白質であり、大量発現、精製、結晶化のいずれも難しく立体構造がわかっていない。一次構造ではN末端からTM1、ECL1、TM2、ICL、TM3、ECL2、TM4という順に並ぶ。4つの膜貫通ドメインと2つの細胞外ドメインと1つの細胞内ドメインをもつ。アミノ酸レベルではヒトとマウスでは22アミノ酸の違いがある。

## 転写調節
PMP22はP1とP2という二つのプロモーターがある。P1は1A-PMP22をP2は1B-PMP22の転写開始を行っている。これ以外にもPMP22の調節部位がプロモーターの周囲や上流に存在し、PMP22の発現量は調整されている。CREB（cAMP応答エレメント結合蛋白質）と相互作用する部位が上流にありPMP22のサイレンサーとして働くことが知られている。高濃度のビタミンCはアデニル酸シクラーゼを介して細胞内cAMP濃度を上昇させる。cAMP-PKA-CREB系が活性化する結果、PMP22の発現量が減少する。この発現調整はCMT1AのビタミンC投与の根拠になっている。
またミエリン関連蛋白転写因子であるEGR2(ealy growth response 2)やSOX10(sex determing region Y-box 10)などもPMP22の転写調節に影響する。EGR2やSOX10は胎生期の蛋白転写制御因子で、ミエリン構成蛋白の遺伝子発現に関与する。EGR2の異常はCMT1D、CMT4E、デジュリーヌ・ソッタス症候群、先天性髄鞘形成不全ニューロパチーの原因である。SOX10は先天性髄鞘形成不全ニューロパチーやワールデンブルグ症候群（ワールデンブルグ-ヒルシュスプルング病、ワールデンブルグ-シャー症候群）の原因となる。

## 輸送
PMP22は他の膜タンパク質と同様の輸送経路を用いていると考えられている。新たに合成されたPMP22は小胞体やゴルジ体でグリコシル化など翻訳後修飾をうけて細胞膜に輸送される。

## 機能
末梢神経の髄鞘は軸索をシュワン細胞の突起が取り巻き細胞膜の内外が接着して作られる。細胞膜外側同士が接着してintraperiod line、内側同士でmajor dense lineができる。電子顕微鏡でみて濃く見えるほうがmajor dense lineであり、薄いほうがintraperiod lineである。最内側のintraperiod line同士がくっつくところがmesaxonと呼ばれる。髄鞘のtightな接着部位を緻密部、シュミット・ランターマン切痕部を非緻密部という。それぞれ関与する髄鞘蛋白質が異なっている。緻密部ではMPZやPMP22があり、非緻密部にはMAG、コネキシン32、E-カドヘリンなどがある。Igスーパーファミリーに属するMPZが緻密部の接着に関わっている。PMP22はMPZと相互作用することからミエリンの形成と維持に関わると考えられている。事実、PMP22遺伝子の突然変異にCMT1A、遺伝性圧脆弱性ニューロパチー、CMT1Eといった脱髄性ニューロパチーがあること、同様の機序で脱髄性ニューロパチーのモデル動物が作成できる。しかし、クローディンファミリーに属するがPMP22同士の相互作用は知られておらずミエリン構成と維持の分子レベルの機能には不明な点が多い。他にはPMP22の機能に関して細胞増殖、アポトーシス、細胞分化と髄鞘形成に関しては研究の知見がある。
細胞増殖
PMP22の過剰発現ではin vitroとin vivoでシュワン細胞の増殖を減少させる。PMP22の欠損やナンセンス変異はin vitroとin vivoでシュワン細胞の増殖を増加させる。PMP22のミスセンス変異はin vitroではシュワン細胞の増殖を抑制し、 in vivoではシュワン細胞の増殖を増加させる。PMP22のミスセンス変異ではin vitroとin vivoで効果が異なる。これはPMP22のミスセンス変異の結果生じた脱髄や軸索障害のため再生や再髄鞘化が促された結果と考えられている。
アポトーシス
PMP22の過剰発現、欠損、ミスセンス変異のいずれもシュワン細胞のアポトーシスを増加させる。アポトーシスの機序に関してはp53依存性アポトーシスという報告もあるが不明な点も多い。
分化と髄鞘形成
PMP22はミエリン形成におけるシュワン細胞の分化制御に重要であり、その軸索・髄鞘相互作用に関与している。ニューレグリン（NRG）との作用は分化と髄鞘形成において重要である。シュワン細胞は胎児期の神経堤細胞に由来し、さらに前駆細胞から未熟シュワン細胞となり出生まで過ごす。その過程で軸索からのNRGなどの栄養因子がシュワン細胞の生存と分化に必要である。未熟シュワン細胞はNRG-1やラミニンなどに支持され、出生後Kroｘ-20やOct-6などの転写因子が発現し髄鞘化などが制御される。髄鞘化がおこると髄鞘構成蛋白質であるMPZなどが産出される。またNRGは軸索の大きさに応じて取り囲んだシュワン細胞を髄鞘化させ有髄神経とするか、取り囲むだけで無髄神経にするか決定するのに関与すると考えられている。神経再生時もNRGは栄養因子として病態に関わる。またNRG-1はCMT1Aモデルラットの表現型を改善し治療薬としても期待されている。

## PMP22関連疾患
PMP22遺伝子の変異によって生じる疾患にはCMT1A、遺伝性圧脆弱性ニューロパチー、CMT1EがありこれらをPMP22関連疾患という。

### CMT1A
CMT1AはPMP22遺伝子の重複によって生じる。PMP22の重複が原因とする根拠が3つあげられている。ひとつはPMP22のミスセンス変異で脱髄性ニューロパチーが起こる。二つ目にPMP22を過剰発現させた齧歯類でCMT1Aと同様の脱髄性ニューロパチーが生じる動物モデルが存在する。3つめはPMP22のナンセンス変異や欠損でもニューロパチーが生じることがあげられる。電気生理学的所見で認められるUniform slowingという所見と病理学的に確認される遠位部の軸索障害がCMT1Aで注目される所見である。

#### 臨床症状
典型例では20歳までに歩行障害で発症し緩徐進行性の経過をとる。発症後詳細な聴取を行うと発症前からスポーツが苦手なエピソードがあることが多い。神経学的所見は左右対称の四肢遠位の筋力低下と感覚鈍麻である。

#### 電気生理学
神経伝導速度検査で複数の検査区間で比較的均一な伝導速度の低下を認める。CIDPなど炎症性脱髄性ニューロパチーでは認められない所見でありUniform slowingといわれる。伝導ブロックを示さない。発症前の小児期からNCVの低下があるが症状とNCVは相関せず、CMAP振幅の低下が筋力低下と相関する。小児期にCMAP振幅とNCVが増大して加齢とともに減少する傾向は正常人と同じである。しかしCMAP振幅もNCVも正常レベルには及ばない。Schwann cell-Axon Interactionの結果、CMAP振幅が低下していると考えられている。

#### 病理学
CMT1Aでは神経束が大きくなり皮膚直下で触知できることがしばしばある。神経肥厚の原因はミクロレベルではオニオンバルブ（onion bulb）、神経内鞘、神経周膜の浮腫、シュワン細胞の増加などである。オニオンバルブは神経横断像でみられる髄鞘周囲にタマネギ状の層構造である。脱髄とその後の髄鞘再生とが長年にわたり繰り返し起きたことによる病理変化である。CMT1aでは全例でオニオンバルブが認められ、有髄神経の約半数にオニオンバルブが出現する。オニオンバルブは小径有髄線維強くみられる特徴がある。有髄神経線維密度は中等度の低下があり無髄神経線維密度は比較的軽度である。ときほぐし線維では約80％におよぶ有髄線維の脱髄性変化が特徴的である。これら病理変化に一致して神経伝導速度検査では四肢の伝導速度が一様に低下する。
乳児のCMT1Aではオニオンバルブが乏しいことがあり、髄鞘の消失やマクロファージの浸潤、神経束内の浮腫などの急性期脱髄像がみられることもある。オニオンバルブはCMT1Aの中核病理であるが必ずしも特異的ではない。例えば糖尿病性ニューロパチーや慢性炎症性脱髄性多発神経炎でもしばしばオニオンバルブが認められる。しかしこれらの疾患ではオニオンバルブの出現率は有髄神経の10％にも満たない。
オニオンバルブが繰り返しの脱髄や再髄鞘化を示すのならばCMT1Aは神経伝導速度検査で伝導ブロックの所見をしめすべきである。この点の病態の解釈が今後変更される可能性がある。Schwann cell-Axon Interactionの結果、遠位部で軸索障害がおこると考えられている。

#### 遺伝学
常染色体優性遺伝を示す遺伝子疾患である。PMP22を含む1.4MBのゲノム重複により通常2コピーのPMP22遺伝子が3コピーになるためにFISH法で遺伝子診断ができる。PMP22をはさんで類似した配列をもつ領域が17番染色体にありこれが染色体の組み換えのときに誤った部位で組み換えが起こり欠失や重複が生じると考えられている。

#### 病態学
PMP22の過剰発現はgain of functionの機序で末梢神経全体に影響を与える。その病原性の機序はPMP22の点突然変異によっておこるCMT1Eとは異なる。
まずはPMP22のトリソミーではPMP22のmRNAが過剰発現する。過剰発現の程度には様々なレベルがある。様々なレベルのPMP22のmRNAの過剰発現によってPMP22蛋白質も過剰になる。PMP22蛋白質の過剰によってシュワン細胞内の2つの経路で脱髄がおこると考えられている。まず第一にコレステロール生成系の酵素を抑制すること、第二にP2X7受容体をアップレギュレートする。コレステロールの合成低下はミエリン形成異常を引き起こし、P2X7の増加はシュワン細胞内のカルシウムイオン濃度を増加させ、その結果、節性脱髄がおこることが知られている。またPMP22蛋白質の過剰は軸索とシュワン細胞の相互作用にも異常をおこす。Schwann cell-Axon Interactionの結果、遠位部で軸索障害がおこる。PI3K-AKT-mTORシグナル伝達系とRas-Raf-MEK-ERKシグナル伝達系がバランスをとりシュワン細胞の軸索サポート機能を担っているが、PMP22の過剰発現はPI3K-AKT-mTORのシグナル伝達を負に制御し、その結果Ras-Raf-MEK-ERK伝達系のへの抑制が低下する。この2つのシグナル伝達系のバランス異常がシュワン細胞分化障害を誘導する結果軸索サポート機能が消失する。ニューレグリン-1治療はPI3K-AKT-mTORとRas-Raf-MEK-ERK伝達系のバランス障害を是正することで軸索サポート能力を確保する。

#### 動物モデル
CMT1Aのモデル動物は多数報告されている。PMP22の遺伝子数を増やすことでPMP22のmRNA量をふやしたものが多い。C22マウスがよく知られたCMT1Aモデルマウスである。C22マウスは生後3週で歩行障害が出現し、SHIRPAによる神経学的評価では生後24週まで進行した。神経伝導速度検査ではCMAP低下とNCVの低下が認められた。組織学的評価では生後3週の時点でThinly myelinated fiberとAmyelinated fiberが認められた。正常マウスよりミエリン化が遅れて24週まではミエリン化線維が増加するがその後ミエリン化線維は減少した。CMT1Aでは成体になってもPMP22の過剰発現を正常化すると可逆的に髄鞘化が認められる。この現象はJY13という動物モデルで明らかになった。JY13というトランスジェニックマウスはテトラサイクリン存在下では過剰なPMP22発現が中止される性質をもつ。テトラサイクリン非存在下ではPMP22のmRNA過剰発現のため脱髄性ニューロパチーが起こるが、生後からテトラサイクリンを投与すると脱髄性ニューロパチーが起こらなかった。さらに生後からテトラサイクリンを投与せず脱髄性ニューロパチーを認めた成体JY13マウスにテトラサイクリンを投与すると脱髄は軽快しMCVも改善した。生後からテトラサイクリンを投与し脱髄性ニューロパチーが生じなかった成体JY13マウスでテトラサイクリンの投与を中止すると脱髄性ニューロパチーが生じた。

#### 治療
アスコルビン酸（ビタミンC）
PMP22のmRNAの発現量を調節する部位がプロモーターの周囲や上流にある。上流にはCREB（cAMP応答エレメント結合蛋白質）と相互作用する部位があり、PMP22のサイレンサーとして働くことが知られている。高濃度のビタミンCはアデニル酸シクラーゼを介して細胞内cAMP濃度を上昇させる。cAMP-PKA-CREB系が活性化する結果、PMP22の発現量が減少する。
プロゲステロン拮抗薬
プロゲストロン拮抗薬はシュワン細胞でのPMP22の発現を抑制する。
PXT3003
PXT3003はバクロフェン、ナルトレキソン、ソルビトールの合剤である。この合剤はCMT1AラットのPMP22の発現を抑制した。
ニュートロフィン3
神経栄養因子であるニュートロフィン3（NT-3）を皮下注するとシュワン細胞の増加と軸索再生が認められる。
ニューレグリン1
PMP22の過剰発現はPI3K-AKT-mTORのシグナル伝達を負に制御し、その結果Ras-Raf-MEK-ERK伝達系のへの抑制が低下する。この2つのシグナル伝達系のバランス異常がシュワン細胞分化障害を誘導する。ニューレグリン-1治療はPI3K-AKT-mTORとRas-Raf-MEK-ERK伝達系のバランス障害を是正する。

#### バイオマーカー
CMT1AではPMP22のmRNA量に応じて脱髄と再髄鞘化がおこるので神経伝導速度検査はバイオマーカーになりえる。CMT1Aのバイオマーカーとして皮膚のPMP22のmRNAが注目されたが確立しなかった。他にはMRIによる坐骨神経近位部のMTR（magnetization transfer ratio）が注目されている。

### HNPP
遺伝性圧脆弱性ニューロパチー（hereditary neuropathy to pressure palsies、HNPP）は常染色体優性遺伝で反復する局所的運動障害を呈する疾患である。PMP22（peripheral myelin protein 22）遺伝子が欠損（PMP22遺伝子が１倍体しか存在しない）ことが原因となることが多い。PMP22のフレームシフト変異などのナンセンス変異でも起こり得る。過去の報告ではおよそ80％以上のHNPPの患者でPMP22の欠損があったとされている。シャルコー・マリー・トゥース病のひとつであるPMP22/CMT1A（PMP22 duplication）ではPMP22の発現量が増加することによって髄鞘形成不全が生じて脱髄性ニューロパチーをきたす。HNPPではPMP22の発現量低下に伴う髄鞘の過形成がみられる。

#### 臨床症状
軽度の神経幹の圧迫や外傷で無痛性、反復性、一過性の単神経麻痺を繰り返すのが特徴である。多くの例では小児期や青年期からこのようなエピソードが認められる。特に手根管や肘部管などの生理的絞扼部位において神経障害をおこしやすいといわれている。反復する一過性の単神経麻痺の持続時間は数日から数週間であることが多いが数ヶ月持続することも珍しくはない。多数例の検討ではポリニューロパチーを呈する例があるなど臨床症状に多様性も指摘されている。

#### 電気生理学
末梢神経伝導速度検査では麻痺出現時の運動神経で伝導ブロックが認められる。麻痺が出現していないときも運動神経のMCV、感覚神経のSCVは全体的に低下している。しかし脱髄性ニューロパチーであるPMP22/CMT1A（PMP22 duplication）ほど明らかな低下は認められない。HNPPで認められる伝導速度の低下は非圧迫部位では軽度である。疾患後期にはCMAPの振幅低下も認められる。

#### 病理学
腓腹神経のトルイジンブルー染色では有髄線維の脱髄や再髄鞘化がみとめられる。ときほぐし像ではトマキュラ(tomacula)とよばれるミエリンのソーセージ状の肥厚がみられる。横断像ではトマキュラに相当する部分が何層にも肥大化したミエリンとなりゼリー・ロール（jelly rolls）とよばれる。トマキュラは抗MAG抗体陽性ニューロパチーやCMT1B、CIDP、タンジール病でも認められることがある。加齢とともに軸索障害を起こすがその機序は不明である。

#### 遺伝学
PMP22のloss of functionであるがハプロ不全のために常染色体優性遺伝の遺伝子疾患である。

#### 病態学
PMP22の発現量が低下することで髄鞘の過形成であるトマキュラが多巣性に形成される。しかしトマキュラが形成されるメカニズムは不明である。トマキュラの形成によってミエリンの電気抵抗が減少しleakしやすくなる。機械的な圧迫により容易に伝導ブロックが生じる。この現象はマウスのPMP22をモノソミーにしても再現することができる。

#### 動物モデル
PMP22をモノソミーマウスでは軽度のNCV低下があり、機械的なストレスによって一過性の伝導ブロックを伴う麻痺が認められる。

#### 治療
プロゲステロン刺激薬
プロゲステロン刺激薬はPMP22の発現を増加させる効果がある。

### CMT1E
CMT1EはPMP22遺伝子の点突然変異で引き起こされるCMT1の稀なタイプである。CMT1全体の1～5%を占めると考えられている。かつてはPMP22の点突然変異によっておこる脱髄性ニューロパチーはCMT1Aと分類されていたが、PMP22の重複と点突然変異で病態が異なることが明らかになり区別されるようになった。PMP22のミスセンス変異でおこり、常染色体優性遺伝の遺伝形式をとることが多い。神経生検でCMT1A患者では認められなかったシュワン細胞内の凝集体がCMT1AとCMT1Eの病態に違いがあることを示している。

#### 臨床症状
臨床症状は遺伝性圧脆弱性ニューロパチーのような反復性の運動麻痺など非典型例もあるが多くはCMT1Aより重篤な進行性の筋力低下を示す。デジュリーヌ・ソッタス症候群のような臨床症状をしめすことがある。

#### 電気生理学
神経伝導速度検査ではCMT1Aと同様にUniform slowingが認められる。

#### 病理学
CMT1Aと同様にオニオンバルブ（onion bulb）、神経内鞘、神経周膜の浮腫、シュワン細胞の増加が認められ、遠位部では軸索障害が認められる。デジュリーヌ・ソッタス症候群を示す場合は4～5層にわたって細胞質がみえるシュワン細胞が取り巻いている古典的なオニオンバルブのほかにbasal lamina onion bulbsという所見がみられることがある。これは軸索を取り巻いているシュワン細胞が変性して死んでしまい、基底膜だけ残存している状態である。幼児期から長い経過によって古いシュワン細胞から消失するためと考えられている。この所見はCMT4Cでも目立つ。シュワン細胞内の凝集体がある点がCMT1Aとは異なるとされているがこの知見は免疫染色によるものであり、トルイジンブルー染色やHE染色では凝集体は確認できない。

#### 遺伝学
常染色体優性遺伝の遺伝形式をとることが多い。

#### 病態学
正常なPMP22蛋白質の発現量の問題であったCMT1AとHNPPとはCMT1Eは病態が大きく異る。PMP22にミスセンス変異があるとシュワン細胞内で変異PMP22蛋白質が生成され、この変異PMP22蛋白質がシュワン細胞内凝集体をつくる。変異PMP22蛋白質は小胞体から細胞膜へ適切に輸送されない。そのため小胞体-ゴルジ中間区画で正常なPMP22とヘテロダイマーを形成し、凝集体を形成する。凝集体形成によって小胞体ストレスや小胞体関連分解（ERAD）のアップレギュレーションやオートファジーのアップレギュレーションがおこる。これらの結果、脱髄がおこるがその機序は不明である。また一部の変異では節性脱髄が非常に目立つことがある。

#### 動物モデル
Tremblerマウス（トレンブラーマウス）やTrembler-JマウスがPMP22の変異をもつ本疾患のモデルマウスであり、同様の変異の例も報告されている。
Trembler mouse
Trマウスは自然発生したマウスで震えと歩行障害がある。後にPMP22のG150Aという変異があることが明らかになった。生後10日から14日から震えと歩行障害が出現する。震えは徐々に範囲が全身に広がり進行性である。睡眠時に震えは消失する。ミオトニア（以前は痙攣と報告されていた）は若いことにしばしばみられるが加齢とともに減少する。変異遺伝子がホモ接合体でもヘテロ接合体でも表現型に違いはない。神経の形態観察では多くの軸索でミエリンが消失しており、シュワン細胞が増加している。
Trembler-J mouse
Tr-JマウスもTrマウスと同様に自然発生したマウス震えと歩行障害がある。PMP22のL16Pという変異があることが明らかになった。変異遺伝子がホモ接合体であるかヘテロ接合体であるかで表現型が異なる。ヘテロ接合体のマウスは生後20から25日まで正常マウスと行動に差がない。徐々にTrマウスと同様に震えと歩行障害出現し、進行する。ホモ接合体のマウスは生後10日頃から歩行障害やジストニアが出現する。生後21日頃に死亡するがその原因は明らかではない。神経の形態観察ではミエリンの消失やthin myelinが認められ、シュワン細胞も増加している。

#### 治療
クルクミン
クルクミンは秋ウコンに含まれる自然の黄色色素でありカレー粉にも多く含まれている。クルクミンは変異PMP22蛋白を細胞膜へ開放し、ERストレスを軽減させ、変異PMP22発現によるアポトーシスを減少させる。Tr-Jマウスではクルタミン投与でTr-Jマウスの運動能力を改善させた。

## トピックス

### 核酸医薬による治療
シャルコー・マリー・トゥース病は核酸医薬での治療が期待される疾患の一つである。機能獲得型の点突然変異が原因の遺伝性疾患では変異型のmRNAのみのノックダウンが有効な治療戦略となる。siRNAで変異型mRNAを特異的にノックダウンする方法はすでに報告され確立している。生後6日から生後18日に隔日でリコンビナントNRG-1を投与するとシュワン細胞が分化しCMT1Aモデルラットの脱髄が軽快するという先行研究がある。ピリミジン塩基の2'-OHを2'–Fに修飾したsiRNA、すなわちCの代わりに2'-FC、Uの代わりに2'-FUを用いたsiRNAは血漿中で3日間効果が持続するという報告がある。以上の事実から変異型mRNAを特異的にノックダウンできるsiRNAを作成し、生後6日から生後18日の間に3日毎にピリミジン塩基の2'–OHを2'–Fに修飾した変異型mRNAを特異的にノックダウンできるsiRNAをCMT1EのモデルマウスであるTrembler-Jマウスに投与すると脱髄が軽快するかも知れない。韓国のソンギュングァン大学のビョンオク教授は変異型mRNAを特異的にノックダウンできるsiRNAを開発しTrembler-Jマウスに投与した。その結果、ローターロッドによる行動解析、電気生理学的検査、病理形態学のいずれも改善を示した。これはCMT1Eで有効な治療戦略となる。
さらに核酸医薬のリーディングカンパニーであるIONIS社ではヒトのPMP22に対するアンチセンス核酸を開発した。化学修飾したアンチセンス核酸を皮下投与しCMT1Aモデル動物（C22マウスとラット）の行動解析、電気生理学的検査、病理形態学のいずれも改善を示した。